# عطف منطقی
در منطق و ریاضیات، عطف منطقی (به انگلیسی: Logical conjunction) یا همان «وَ» یک عملگر منطقی دوتایی است، که نتیجۀ آن در صورتی که هر دو عملوند آن درست باشد، درست خواهد بود و در غیر این صورت نادرست است.

## تعریف
عطف منطقی یک عملگر روی دو ارزش منطقی، نوعاً ارزش دو گزاره، است که اگر و تنها اگر هر دو عامل درست باشد مقدار درست می‌دهد.

### جدول درستی
جدول درستی یا جدول صدق و کذب p و q (همچنین به صورت p ∧ q در منطق یا p {\displaystyle \cdot } q در الکترونیک هم نوشته می‌شود). 
| {\displaystyle p} | {\displaystyle q} | {\displaystyle p\land q} |
| ----------------- | ----------------- | ------------------------ |
| د                 | د                 | د                        |
| د                 | ن                 | ن                        |
| ن                 | د                 | ن                        |
| ن                 | ن                 | ن                        |

### نمودار ون
نمودار ون A و B (ناحیۀ قرمز درست است).